# John Stuchell Fisher
John Stuchell Fisher, född 25 maj 1867 i Indiana County i Pennsylvania, död 25 juni 1940 i Pittsburgh i Pennsylvania, var en amerikansk republikansk politiker. Han var Pennsylvanias guvernör 1927–1931. 
Fisher arbetade som lärare och studerade juridik. År 1893 inledde han sin karriär som advokat i Pennsylvania.
Fisher efterträdde 1927 Gifford Pinchot som Pennsylvanias guvernör och efterträddes 1931 av företrädaren Pinchot. Fisher avled 1940 och gravsattes på Greenwood Cemetery i Indiana County i Pennsylvania. Fisher härstammade från en familj med rötter i Pennsylvania sedan år 1726 då anfadern Jacob Fischer hade anlänt från Pfalz.